# Ментор (город, Миннесота)
Ментор (англ. Mentor) — город в округе Полк, штат Миннесота, США. На площади 4,9 км² (4,9 км² — суша, водоёмов нет), согласно переписи 2002 года, проживают 150 человек. Плотность населения составляет 30,6 чел./км².
- Телефонный код города — 218
- Почтовый индекс — 56736
- FIPS-код города — 27-41714[1]
- GNIS-идентификатор — 0647772[2]